# Charte constitutionnelle de 1830
Lire en ligne

Consulter

Charte constitutionnelle de 1814 (Restauration) Constitution française de 1848 (IIe République)
La Charte constitutionnelle du 14 août 1830 est la constitution qui fonde la monarchie de Juillet, nouveau régime issu des émeutes des 27, 28 et 29 juillet 1830, dites les « Trois Glorieuses ».

## Historique
À l'issue des Trois Glorieuses, les députés libéraux, inquiets du risque de proclamation de la République, parviennent à confisquer la révolution populaire au profit du duc d'Orléans, nommé lieutenant général du royaume le 31 juillet 1830 dans l'attente d'un accord sur la nouvelle organisation des pouvoirs.
Le 3 août 1830, à une heure de l'après-midi, le duc d'Orléans préside à la cérémonie d'ouverture solennelle de la session parlementaire, au Palais Bourbon. Le discours qu'il prononce est son œuvre, mais il a été revu par Guizot et Dupin. Il fait de la volonté de maintenir la Charte la cause principale de la révolution et son ultime leçon, ce qui ne peut que déplaire aux révolutionnaires les plus ardents. « Tous les droits, affirme-t-il, doivent être solidement garantis, toutes les institutions nécessaires à leur plein et libre exercice doivent recevoir les développements dont elles ont besoin. Attaché de cœur et de conviction aux principes d'un gouvernement libre, j'en accepte d'avance toutes les conséquences. » Louis-Philippe énumère ensuite les réformes qu'il entend réaliser et qui reprennent pour l'essentiel celles énoncées dans la proclamation des députés du 31 juillet : organisation des gardes nationales, application du jury aux délits de presse, formation des administrations départementales et municipales, interprétation de l'article 14 de la Charte. Aucune de ces réformes, même la dernière, ne suppose stricto sensu de révision constitutionnelle. Le lieutenant général conclut en communiquant aux Chambres l'abdication de Charles X et de son fils. Cette nouvelle ne manque pas d'inquiéter tous ceux qui espèrent un véritable changement de régime, car elle laisse entrevoir le strict maintien de la Charte au prix d'une simple succession dynastique faisant passer la couronne d'une branche à une autre d'une même famille.

### L'affrontement de deux conceptions constitutionnelles divergentes

Armoiries de la monarchie de Juillet à partir du 16 février 1831 : la charte de 1830 apparaît au centre

Dans la soirée du 3 août, plusieurs députés mécontents, se retrouvent chez le journaliste Cauchois-Lemaire. Bérard propose « d'en finir avec l'ancienne dynastie, d'en créer une nouvelle, d'établir les conditions constitutionnelles auxquelles elle devrait son existence ». Rentré chez lui, il rédige dans la nuit un projet qu'il soumet, dès le matin, à Dupont de l'Eure et Laffitte. Il y affirme que : « Un pacte solennel unissait le peuple français à son monarque ; ce pacte vient d'être brisé. Les droits auxquels il avait donné naissance ont cessé d'exister. Le violateur du contrat ne peut, à aucun titre, en réclamer l'exécution ». À la tête de l'État, il propose de placer le duc d'Orléans parce qu'il est « ami des institutions constitutionnelles » mais souhaite « établir les conditions auxquelles il obtiendra le pouvoir ». En plus de celles que Louis-Philippe a lui-même avancées, il cite la responsabilité des ministres et des agents secondaires de l'administration, le statut légal des militaires, la réélection des députés nommés à des fonctions publiques, l'égalité des cultes devant la loi, l'interdiction des troupes étrangères dans l'armée nationale, l'abolition de la noblesse, l'initiative des lois accordée aux chambres, la suppression du double vote, l'abaissement de l'âge et du cens électoral, la reconstitution totale de la pairie. La plupart de ces réformes supposent une révision constitutionnelle. 
Ce sont en réalité deux conceptions constitutionnelles qui s'opposent fondamentalement :
- D'un côté, pour Bérard et les révolutionnaires modérés du centre gauche, le coup de force de Charles X a rendu caduque la Charte de 1814[N 4]. Les Trois Glorieuses marquent une discontinuité historique au terme de laquelle doit être fondé un nouveau régime, régi par une nouvelle constitution et avec à sa tête une nouvelle dynastie. Dans cette interprétation, Louis-Philippe est roi « quoique Bourbon » et il doit régner sous le nom de Louis-Philippe Ier.
- De l'autre côté, selon Guizot, le duc de Broglie et les doctrinaires, les Trois glorieuses ont eu pour origine la volonté de rétablir la Charte, violée par Charles X. Ce dernier parti, la Charte de 1814 est pleinement restaurée et la couronne doit être dévolue selon les règles dynastiques. Dès lors, Louis-Philippe, bénéficiant d'une « quasi-légitimité »[N 5], est roi « parce que Bourbon » et doit régner sous le nom de Philippe VII[N 6].

La portée politique de ce débat est résumée par un bref échange entre Guizot et Bérard le 6 août, peu avant d'entrer en séance à la Chambre :

« – Vous aviez voulu, dit Bérard, faire de la légitimité ; moi je suis entré dans le vrai en faisant de l'usurpation.

– Vous avez le plus grand tort, répond Guizot, on ne vous le pardonnera pas.

– Je ne sais si on me le pardonnera, mais ce que je sais, c'est que, grâce à moi, on montera sur un trône dont, avec votre manière de faire, on aurait pu être exclu pour toujours. »

— Antonetti 2002, p. 605
Dans la matinée du 4 août, le Conseil des ministres examine la proposition de Bérard. Louis-Philippe affiche sa bienveillance, et charge Broglie et Guizot de préparer une révision de la Charte. Une fois le conseil terminé, les ministres disent à Bérard qu'il y sera appelé lorsque le sujet de la révision y sera délibéré. Cette délibération se tient en fin d'après-midi le 4 et dans la journée du 5, mais Bérard n'est pas convié. Celui-ci s'en plaint à Guizot en agitant la menace que représentent les projets, beaucoup plus radicaux, des républicains ; d'ailleurs, dès le lendemain, Guizot reçoit des mains de Boinvilliers, qui lui est amené par Girod de l'Ain, les conditions des républicains : constitution sous forme de monarchie, déclaration des droits, ratification de la constitution par les citoyens, dissolution de la Chambre qui vient de se réunir et reconquête par la guerre de la « frontière naturelle » du Rhin. Le 6 au matin, Guizot peut remettre à Bérard le projet de révision de la Charte qu'il a élaboré avec le duc de Broglie, dans lequel il a ajouté de son propre mouvement, sans l'aveu de son corédacteur, une disposition annulant les nominations de pairs faites par Charles X.
À la Chambre des députés, dans la matinée du 6 août, le débat s'engage sur la proposition de Bérard. Il va durer deux jours, tandis que les manifestants républicains cernent le Palais Bourbon, difficilement contenus par La Fayette et Benjamin Constant. L'opposition des républicains se focalise sur la question, essentielle pour l'équilibre du régime, de l'hérédité de la pairie. Au Conseil des ministres du 7 août au matin, Guizot demande à Louis-Philippe si, en cas d'émeute, il autoriserait l'emploi de la force publique ; le lieutenant général répond, sans hésiter, par la négative. Aussi le Conseil adopte-t-il une solution de moyen terme : la révision de l'article 27 de la Charte sera renvoyée à la session de 1831. 
Durant les débats à l'Assemblée, Lafayette prononce un discours en faveur de l'abolition de la pairie héréditaire : 

« Disciple de l’école américaine, j’ai toujours pensé que le corps législatif devait être divisé en deux chambres, avec des différences dans leur organisation. Cependant je n’ai jamais compris qu’on pût avoir des législateurs et des juges héréditaires. L’aristocratie, Messieurs, est un mauvais ingrédient dans les institutions publiques. J’exprime donc, aussi fortement que je le puis, mon vœu pour l’abolition de la pairie héréditaire. »

En définitive, la Chambre adopte un texte qui reprend pour l'essentiel la proposition de Bérard.

### Le projet de révision constitutionnelle adopté par la Chambre des députés
Le projet adopté par les députés commence par invoquer la violation de la Charte et le départ de Charles X et de la famille royale hors de France pour déclarer le trône vacant en fait et en droit, en passant sous silence les abdications de Rambouillet. 
Le préambule de la Charte de 1814 est abrogé « comme blessant la dignité nationale en paraissant octroyer aux Français des droits qui leur appartiennent essentiellement ».
Le texte même de la Charte est profondément modifié :
- Les articles 6 et 7 de la Charte de 1814 sont fusionnés et la religion catholique cesse d'être qualifiée de « religion de l'État » ; elle est toutefois reconnue comme religion « professée par la majorité des Français ».
- À l'article 7 (ancien article 8), la mention des lois « qui doivent réprimer les abus de [la] liberté » de la presse est supprimée. Il est ajouté que : « La censure ne pourra jamais être rétablie ».
- À l'article 13 (ancien article 14), la possibilité pour le roi de faire des ordonnances pour « la sûreté de l'État » est supprimée. Seul est maintenu le pouvoir réglementaire d'exécution des lois en précisant qu'il ne peut « jamais ni suspendre les lois elles-mêmes ni dispenser de leur exécution ». Il est précisé en outre qu'« aucune troupe étrangère ne pourra être admise au service de l'État qu'en vertu d'une loi ».
- Les articles 16, 17, 19 et 20 de 1814 sont remplacés par l'article 15 selon lequel l'initiative des lois, autrefois monopole du roi (article 16 de la Charte de 1814), est désormais partagée entre le roi et les chambres.
- S'agissant de la Chambre des pairs, l'article 22 (ancien article 26) précise que la Chambre des pairs peut se réunir comme cour de justice en dehors de la session parlementaire. Les articles 30 et 31 de la Charte de 1814, qui blessaient l'orgueil de la maison d'Orléans en distinguant la famille royale, les princes du sang et les princes, sont réunis en un seul article qui précise que les princes du sang sont pairs par droit de naissance. Enfin, l'article 27 (ancien article 32) établit la publicité des débats parlementaires de la Chambre haute.
- En ce qui concerne la Chambre des députés (qui est désormais dénommée ainsi, et non plus Chambre des députés des départements comme dans le Charte de 1814), le mandat des députés est ramené à 5 ans, sans précision du mode de renouvellement (article 31, ancien article 37). L'âge d'éligibilité est ramené de 40 à 30 ans (article 32, ancien article 38). L'âge d'électorat est ramené de 30 à 25 ans (article 34, ancien article 40). Parallèlement, le montant du cens d'élection et d'éligibilité cesse d'être fixé par la Charte et est renvoyé à la loi électorale. Les présidents des collèges électoraux sont désormais élus et non plus nommés (article 35, ancien article 41), de même que le président de la Chambre (article 37, ancien article 43). Le droit d'amendement est reconnu aux parlementaires (abrogation de l'ancien article 46).
- La responsabilité des ministres, autrefois limitée aux cas de trahison et de concussion (ancien article 56), est désormais élargie à toutes les infractions pénales.
- L'article 54 (ancien article 63) interdit toute juridiction d'exception.
- La mention de la prestation du serment royal « dans la solennité [du] sacre » est supprimée (article 65, ancien article 74).
- Le nouvel article 67 rétablit les trois couleurs.
- Le nouvel article 68 annule toutes les nominations de pairs faites par Charles X et prévoit que l'article 23, relatif à l'hérédité de la pairie, sera soumis à un nouvel examen dans la session de 1831.
- Le nouvel article 69 énumère les matières auxquelles il devra être pourvu par des lois « dans le plus court délai possible » : « 1° L'application du jury aux délits de la presse et aux délits politiques ; 2° La responsabilité des ministres et des autres agents du pouvoir ; 3° La réélection des députés promus à des fonctions publiques salariées[3] ; 4° Le vote annuel du contingent de l'armée ; 5° L'organisation de la garde nationale, avec intervention des gardes nationaux dans le choix de leurs officiers[4] ; 6° Des dispositions qui assurent d'une manière légale l'état des officiers de tout grade de terre et de mer ; 7° Des institutions départementales et municipales fondées sur un système électif[5] ; 8° L'instruction publique et la liberté de l'enseignement[6] ; 9° L'abolition du double vote et la fixation des conditions électorales et d'éligibilité[7]. »

La conclusion du texte met en exergue le caractère contractuel de la nouvelle charte, à la différence de la précédente, concession unilatérale du roi. C'est un engagement synallagmatique qui est proposé au duc d'Orléans, qui tiendra en réalité sa souveraineté de la Chambre des députés, c'est-à-dire de la volonté populaire :
« Moyennant l'acceptation de ces dispositions et propositions, la Chambre des députés déclare enfin que l'intérêt universel et pressant du peuple français appelle au trône S.A.R. Louis-Philippe d'Orléans, duc d'Orléans, et ses descendants à perpétuité, de mâle en mâle, par ordre de primogéniture. [...] En conséquence, S.A.R. [...] sera invitée à accepter et à jurer les clauses et engagements ci-dessus énoncés, l'observation de la Charte constitutionnelle et des modifications indiquées, et, après l'avoir fait devant les chambres assemblées, à prendre le titre de roi des Français. »

### La révision de la Charte
Le 7 au soir, après avoir notifié leur vote à la Chambre des pairs, les députés, conduits par leur vice-président, Jacques Laffitte, se rendent au Palais-Royal. Dans le salon des Batailles, Louis-Philippe, entouré de sa famille, écoute avec émotion la lecture de la proclamation de la Chambre et, dans sa réponse, la juge « conforme aux principes politiques [qu'il a] professés toute [sa] vie ». Après avoir affirmé qu'il n'a jamais brigué la couronne et lui aurait préféré la tranquillité de sa vie de famille, il conclut en affirmant qu'un sentiment l'emporte toutefois sur tous les autres, l'amour de son pays : « Je sens ce qu'il me prescrit et je le ferai. » Cette péroraison, dite avec des larmes dans les yeux, suscite une ovation : « Vive le roi ! Vive la reine ! Vive la famille royale ! » Louis-Philippe embrasse Laffitte, La Fayette lui serre le bras. Au-dehors, la foule scande le nom du prince, qui paraît au balcon sous les acclamations, suivi par la duchesse d'Orléans avec ses enfants. « Le peuple, observe Cuvillier-Fleury, paraissait enchanté d'avoir un roi, et surtout de l'avoir fait lui-même. »
Le 7 août, par 89 voix sur 114 présents (sur les 308 pairs ayant voix délibérative), la Chambre des pairs adopte la déclaration des députés avec un léger changement concernant les nominations de pairs faites par Charles X, pour lesquelles elle s'en remet à la haute prudence du prince lieutenant général.

## Le régime établi par la Charte de 1830
En 1830, la branche cadette des Bourbons, celle d'Orléans, accède au pouvoir. Louis-Philippe Ier devient roi des Français et non pas roi de France. Louis-Philippe est le dernier roi ayant régné en France, et l'avant-dernier monarque. Son règne commence en 1830 et il finit avec la Révolution de 1848, qui donne naissance à la Seconde République.

### La souveraineté
Les conditions de la naissance de la monarchie de Juillet sont marquées par une série d'ambiguïtés constitutionnelles :
- La souveraineté des Bourbons de la branche aînée, fruit d'un principe historique et sacrée dans son essence, est abolie. Les débats de la Chambre des députés le 6 août 1830 ont établi la vacance du trône. L'abdication de Charles X et la renonciation du dauphin, le 2 août, qui devaient ouvrir la voie au règne de « Henri V », sont tenues pour nulles et non avenues : il n'en est même pas fait mention. Il n'est donc pas question d'une succession dynastique bourbonienne au profit du duc de Bordeaux et encore moins, pour le cas où celui-ci serait également considéré comme disqualifié, du duc d'Orléans, contrairement à ce qu'avaient imaginé les doctrinaires avec Guizot et le duc de Broglie. Louis-Philippe arrive sur le trône « non comme Bourbon, mais quoique Bourbon » (André Dupin). D'ailleurs, il règne sous le nom de Louis-Philippe Ier et non de Philippe VII.
- La monarchie de Juillet n'est pas davantage fondée sur la souveraineté populaire, contrairement à ce que réclamaient les républicains. La Charte de 1830 ne sera pas ratifiée par le peuple, pas plus que l'accession au trône de Louis-Philippe. « L'appel au suffrage populaire, observera Guizot, eût donné à la monarchie précisément le caractère que nous avions à cœur d'écarter ; il eût mis l’élection à la place de la nécessité et du contrat. C'eût été un principe républicain, profitant de l'échec que le principe monarchique venait de subir, pour l'expulser complètement, et prendre encore, sous un nom royal, possession du pays »[10].
- La nouvelle monarchie est donc élective et contractuelle :
  - élective, car ce sont les députés – ou plus précisément une petite moitié des membres de la Chambre dissoute par Charles X le 25 juillet – qui constatent que « l'intérêt universel et pressant du peuple français appelle au trône S.A.R. Louis-Philippe d'Orléans » ;
  - contractuelle, car l'élévation au trône de Louis-Philippe est subordonnée à l'acceptation par celui-ci de la Charte révisée par les Chambres (V. supra) : loin d'être concédée, comme celle de 1814, la Charte de 1830 se présente donc comme un pacte entre le roi des Français et les Chambres ; c'est la principale raison pour laquelle le préambule de 1814 est supprimé.

Dans ces conditions, la monarchie de Juillet ne peut être fondée que sur la souveraineté nationale. C'est parce que ce principe paraissait évident que fut repoussé un amendement du député Jean-Charles Persil qui proposait d'insérer avant le paragraphe Forme du gouvernement du roi une déclaration inspirée de la Constitution de 1791 : « la souveraineté appartient à la Nation ; elle est inaliénable et imprescriptible ».

### L'organisation des pouvoirs

#### Une royauté représentative
Persil avait proposé d'inscrire dans la Charte révisée la formule du principe représentatif : « La Nation, de qui émanent tous les pouvoirs, ne peut les exercer que par délégation. » Cette proposition ne fut pas retenue, mais il est clair que c'est bien en tant que représentant de la Nation que règne Louis-Philippe.
Mais il partage cette fonction représentative avec les Chambres. À cet égard, le principe héréditaire et méritocratique qui préside à la formation de la Chambre des pairs, tout comme le régime électoral censitaire de désignation des députés, s'accordent sans difficulté avec le principe de la souveraineté nationale, qui ne conçoit l'électorat que comme une fonction (représenter la Nation) et non comme un droit.
Par la loi du 18 avril 1831, le cens sera abaissé de 300 à 200 francs pour être électeur et à 500 francs pour être élu. Par ailleurs, le double vote est aboli. Un demi-cens de capacité est prévu pour certaines personnes, en fonction de leurs titres ou de leurs anciennes fonctions : membres et correspondants de l'Institut de France, officiers généraux et supérieurs en retraite, ayant une pension d'au moins 1 200 francs. Le nombre des électeurs est ainsi doublé sans pour autant élargir de manière notable le corps électoral. Un Français sur cent soixante-dix participe à la vie politique par le biais des élections.

#### L'amorce d'un parlementarisme dualiste
La Charte de 1830 développe les germes de parlementarisme qui étaient contenus dans celle de 1814. Tournant le dos au modèle américain, elle s'inspire du modèle anglais sans pour autant fonder un véritable régime parlementaire.
Pour la première fois on admet la responsabilité du gouvernement devant la chambre des députés. C'est en effet l'apparition d'une technique : la mise en demeure qu'un député adresse au gouvernement en l'invitant à s'expliquer sur l'exercice de son autorité. Néanmoins, en situant au même plan représentatif la Couronne et les Chambres, elle implique une collaboration des pouvoirs dont la théorie a été faite par Prosper Duvergier de Hauranne : comme les trois pouvoirs – le roi, la Chambre des pairs et la Chambre des députés – sont égaux, « il faut que de trois actions également libres, il résulte une action commune qui soit le gouvernement, autrement il y aurait dans l'État anarchie et par conséquent impuissance. Or il est évident que, pour obtenir ce résultat, un intermédiaire est nécessaire qui participant à la fois des trois pouvoirs emprunte à chacun une portion de sa vie propre. Cet intermédiaire est le ministère et ne saurait être que lui [...] Il est le lien vivant entre les pouvoirs. Il représente le roi dans l'enceinte des Chambres, les Chambres dans le cabinet du roi ».

### Le fonctionnement du régime
La monarchie de Juillet a ouvert une nouvelle période de stabilité institutionnelle de presque dix-huit années, dépassant la durée de la Restauration et de tous les régimes antérieurs depuis 1789. La France, qui jouit d'une ère de paix vis-à-vis de ses voisins, peut ainsi perfectionner sa pratique du libéralisme politique et poursuivre son évolution vers le parlementarisme, qui trouvera son aboutissement sous la Troisième République.
La Chambre des députés devient ainsi le cœur de la vie politique. La pratique de l'interpellation s'affirme. L'éloquence parlementaire se déploie. Les journaux politiques se multiplient et, avec La Presse d'Émile de Girardin, commencent à toucher un large public.

#### Le rôle de la Couronne
La place et le rôle du roi constituent, entre 1830 et 1840, le principal sujet de discorde. Avec Thiers, la gauche du parti du mouvement voudrait faire évoluer le régime vers un système nettement parlementaire dans lequel le ministère est l'émanation des Chambres et « le roi règne mais ne gouverne pas ». Selon Thiers, c'est parce qu'il a voulu gouverner contre la Chambre que Charles X est sorti de la Charte et a été renversé, et c'est l'objet même du nouveau régime que d'éviter que cette situation se reproduise : « Il fallait un nouveau roi qui se considérât comme partie liée au contrat, qui admît le grand principe de déférence aux vœux de la majorité »,. Mais, les modérés du parti de la résistance ne l'entendent pas ainsi et considèrent qu'au moins dans les premiers temps du règne, la priorité absolue doit aller au rétablissement de l'ordre, perpétuellement menacé par l'émeute et qu'il convient donc, selon la formule du duc de Broglie, « de ne pas se presser de jouer en règle au gouvernement parlementaire ».
L'avis de la droite rejoint l'inclination profonde de Louis-Philippe : refusant d'être « un roi soliveau », il veut exercer une influence prépondérante sur la direction du gouvernement, et ne pas se laisser imposer ses ministres. Comme l'explique Pellegrino Rossi, porte-parole officieux du roi au sein de l'Université : « La royauté, dans notre système constitutionnel, est le centre autour duquel tous les pouvoirs viennent se coordonner pour former un seul tout [...] C'est dans l'élément monarchique qu'est posé le principe d'unité qui tient ensemble les trois parties de la machine gouvernementale : la monarchie a une part dans les trois branches du pouvoir [...] Elle n'est complètement étrangère à aucun des grands pouvoirs de l'État »,. « Le trône, déclare Guizot, n'est pas un fauteuil vide [...] La couronne repose sur la tête d'une personne intelligente et libre, [...] elle n'est pas une simple et inerte machine »,.
Pour Louis-Philippe, les ministres doivent être des exécutants dociles de la volonté royale : « Ils ont beau faire, aime-t-il à dire, ils ne m'empêcheront pas de mener mon fiacre ». « Un ministère, dit-il souvent, est un relais de poste. J'ai quelquefois de bons chevaux, et le voyage est commode ; mais j'arrive à un relais où je suis obligé de prendre des chevaux fringants et rétifs ; il faut  bien faire la route, et, après tout, ce n'est qu'un relais ». Il admet le régime représentatif, c'est-à-dire une participation d'une élite censitaire au gouvernement royal, participation qu'il juge inévitable compte tenu de l'esprit du temps, mais il n'accepte pas le régime parlementaire, dans lequel c'est le ministère qui endosse la responsabilité politique, le rôle de la couronne devenant, dans le meilleur des cas, d'influence et, dans le pire des cas, se réduisant à rien. Au contraire, Louis-Philippe, qui aime la popularité, veut pouvoir s'attribuer le mérite de ce qui se fait de populaire. Lorsque Casimir Perier meurt du choléra en mai 1832, il a ce mot significatif : « J'avais beau faire [...] tout ce qui se faisait de bon était attribué à Casimir Perier, et les incidents malheureux retombaient à ma charge ; aujourd'hui, au moins, on verra que c'est moi qui règne seul, tout seul »,,.
Si l'on s'en tient à la lettre de la Charte de 1830, la lecture de Louis-Philippe est certainement la plus conforme à l'esprit du texte constitutionnel. Celui-ci n'a pas institué un régime parlementaire : la Chambre des députés ne dispose pas du pouvoir de renverser le gouvernement, qui ne procède que du roi. Néanmoins, l'esprit du temps ne peut se satisfaire d'une pratique trop monarchique des institutions :
- D'une part, les hommes nouveaux qui arrivent aux responsabilités politiques ne sont pas disposés à supporter une configuration dans laquelle le roi s'attribue toute la gloire de ce qui se fait de populaire, et laisse ses ministres supporter le blâme de tout ce qui s'accomplit d'impopulaire[N 15].
- D'autre part, la classe moyenne aspire à être associée de manière réelle et étroite, par le biais de ses représentants, à la conduite des affaires du pays. Les députés vont donc s'efforcer de démontrer – au besoin par l'absurde, en menaçant d'une grève de l'impôt – leur capacité à obtenir la nomination d'un ministère conforme aux vues de la majorité de la Chambre et à renvoyer celui qui ne trouve pas, en leur sein, de majorité. La coalition formée pour renverser le premier ministère Molé témoigne d'une tentative minutieusement organisée pour écarter un gouvernement considéré comme l'émanation directe du palais des Tuileries ; de manière paradoxale, elle aboutit en effet à un changement de ministère, mais c'est Molé que Louis-Philippe désigne pour se succéder à lui-même !

Ce conflit entre les députés et le roi occupe les dix premières années du règne. Il est attisé par le tempérament de Louis-Philippe, habile manœuvrier, qui veut gouverner et préserver ses marges d'initiative, notamment en matière de politique étrangère et de défense, deux matières qu'il considère comme son « domaine réservé ». Il a pour conséquence une très grande instabilité ministérielle : sur les dix premières années du règne on compte quatorze ministères, dont certains fort éphémères, comme le ministère Maret, surnommé « le ministère des trois jours ». Louis-Philippe use et abuse du droit de dissolution : il dissout sept fois la Chambre des députés ; aucune chambre ne va jusqu'au bout de son mandat ; la plus courte ne va pas au-delà de 10 mois, la plus longue n'excède pas 4 ans. Pour manipuler la majorité de la Chambre des pairs, le roi use aussi de la technique dite des « fournées de pairs ». À cela s'ajoute la faiblesse de nombre de ministères, avec à leur tête une « glorieuse épée », c'est-à-dire un maréchal de France décoratif mais qui ne dirige pas véritablement le cabinet et laisse le roi agir à sa guise. Les présidents du Conseil forts – Jacques Laffitte, Casimir Perier, le duc de Broglie – n'ont pas la confiance du roi, qui les soupçonne de vouloir le déposséder de ses prérogatives.
Le conflit sur le rôle de la Couronne est mis en sourdine à partir de 1840. C'est alors François Guizot qui devient le véritable chef du ministère et forme avec Louis-Philippe un tandem efficace. Le gouvernement bénéficie du soutien solide de la Chambre des députés, et de l'approbation des électeurs, qui confortent sa majorité aux élections de 1846 par rapport à celles de 1842. Mais cette stabilité ministérielle contrastant avec l'instabilité des dix premières années et qui réalise, selon la formule de Prévost-Paradol, « une soudure dangereuse entre l'élément fixe et l'élément mobile du régime parlementaire », ne peut dissimuler une contestation grandissante de la légitimité même du régime, qui se cristallise autour de la question de l'élargissement du suffrage, et qui finira par emporter la monarchie de Juillet en 1848.

#### Le débat sur l'élargissement du suffrage
La Charte de 1830 promettait une réforme du mode de suffrage. En effet, la Charte de 1814 avait établi un système très restrictif : le cens de l'électorat était fixé à 300 francs de contributions directes et le cens d'éligibilité à 1 000 francs ; il y avait donc moins de 100 000 électeurs et de 15 000 éligibles en 1830.
D'emblée, la réforme électorale divise le pays. Les républicains et les bonapartistes souhaitent, à défaut du suffrage universel, qui n'a alors que peu de partisans, un retour à la Constitution de 1791, voire à la Constitution de l'an III. Certains légitimistes sont également favorables à une extension du suffrage, considérant que la paysannerie aisée est restée fidèle à la monarchie légitime.
La Chambre des députés commence à débattre de la nouvelle loi électorale le 22 février 1831. Aux termes de deux mois de débats et après une navette avec la Chambre des pairs, qui se montre plus libérale, la loi du 19 avril 1831 se contente d'abaisser le cens d'électorat à 200 francs de contributions directes et le cens d'éligibilité à 500 francs.
Ce régime demeure en vigueur jusqu'à la fin du règne. Mais le débat sur la réforme électorale va être au cœur des controverses politiques dans la décennie 1840. Le gouvernement Guizot est sans doute l'émanation du « pays légal », mais l'écart se creuse entre celui-ci et le « pays réel », qui s'irrite contre les lois électorales, qui restreignent de manière excessive le pouvoir de suffrage, réservé à une élite de moins en moins représentative. En dépit de l'accroissement considérable de la prospérité générale, le nombre d'électeurs, qui était de 166 000 en 1832, n'atteint que 240 000 en 1847.
En outre, les accusations de corruption et les scandales minent, dans l'opinion, surtout à partir de 1847, la légitimité du régime (V. Scandales sous la monarchie de Juillet).
La gauche porte alors deux revendications principales :
- la réforme parlementaire, à travers l'adoption d'une loi d'incompatibilité entre le mandat parlementaire et l'exercice de fonctions publiques : En effet, sous la monarchie de Juillet, rien n'interdisait qu'un député soit, pendant son mandat, nommé par le roi à des fonctions publiques. Dans une telle hypothèse, le parlementaire était seulement contraint de solliciter de ses électeurs la confirmation de son mandat, qui était généralement accordée. De ce fait, les nominations étaient un moyen pour le ministère d'acheter des soutiens à la Chambre et de les conserver, les députés nommés à des fonctions publiques dépendant ensuite, pour leur avancement et leur carrière, du pouvoir du gouvernement ;
- la réforme électorale comporte deux volets :
  - l'abaissement du cens d'éligibilité et d'élection ;
  - l'adjonction des capacités, c'est-à-dire l'ouverture du droit de vote à des personnes qui, quoique ne justifiant pas du cens requis, ont démontré leurs capacités par l'exercice de certaines fonctions (officiers supérieurs et généraux, membres de l'Institut, professeurs, etc.).

Il n'est pas encore question du suffrage universel, même si quelques franc-tireurs – un indépendant comme Alphonse de Lamartine, un polémiste comme Louis Marie de Lahaye Cormenin, un légitimiste audacieux comme l'abbé de Genoude – en ont avancé l'idée sans croire à sa réalisation possible à moyen terme. Même les républicains, quand ils l'évoquent, ne l'envisagent que par étapes.
Pourtant, même les demandes limitées de réforme électorale – comme celle proposée par Prosper Duvergier de Hauranne dans De la réforme parlementaire et de la réforme électorale (1847) – ne parviennent pas à déboucher. Guizot n'envisage l'élargissement du corps électoral que comme la résultante de la prospérité économique ; c'est le sens de sa célèbre apostrophe : « Enrichissez-vous par le travail et par l'épargne ! ». C'est pour dénoncer ce blocage que s'engagera en juillet 1847 la fameuse « Campagne des Banquets », qui jouera un grand rôle dans la préparation de la révolution de 1848.